# باشگاه فوتبال استقلال دوشنبه
باشگاه فوتبال استقلال دوشنبه (به تاجیکی: Истиқлол) یک باشگاه فوتبال در شهر دوشنبه تاجیکستان است. آن‌ها در حال حاضر در لیگ عالی تاجیکستان بازی می‌کنند. با اینکه این باشگاه تازه تأسیس شده‌است (۲۰۰۷) اما توانست خیلی زود علاقه‌مندان به فوتبال را در تاجیکستان مجذوب خود بکند و به یکی از پرطرفدارترین تیم‌های تاجیکستان تبدیل شود. مجتبی مقتدایی مدافع ایرانی در این تیم حضور داشته است.

## افتخارات
۱۰ قهرمانی در لیگ تاجیکستان (رکورد دار)
۸ قهرمانی در جام حذفی تاجیکستان (رکورد دار)
۱۰ قهرمانی در سوپر جام تاجیکستان (رکورد دار)
۱ قهرمانی در چلنج لیگ آسیا در سال ۲۰۱۲
۲ نایب قهرمانی لیگ قهرمانان آسیا ۲ در سال های ۲۰۱۵  و ۲۰۱۷ 